# 上野博久
上野 博久は、元札幌市環境局緑化推進部長。市川造園取締役会長・顧問。第24回日本公園緑地協会北村賞受賞。

## 参考
- 開発こうほう. (8)(169)北海道開発協会1977
- http://www.hokuzoukyou.or.jp/wp-content/uploads/h_news124.pdf
- 職員録, 第 2 部、大蔵省印刷局 1995
- 北海道年鑑、パート3、2001年